# 워너 브라더스 애니메이션
워너 브라더스 애니메이션(Warner Bros. Animation)은 워너 브라더스의 애니메이션 제적 부서다.
워너 브라더스 카툰 스튜디오의 전신으로 TV 애니메이션만 제작했지만, 1991년부터 워너 브라더스 피처 애니메이션으로 이름을 바꾸고 장,단편 애니메이션의 영화 제작에 뛰어들었다.
그러나, 여러 영화들의 흥행 부진으로 2003년, 재정적인 어려움으로 장편 애니메이션 제작을 중단했지만 2014년, 워너 브라더스 애니메이션 그룹으로 상호를 변경함과 동시의 제2의 창업을 선언했다.

## 영화 목록

### 장편
| 배트맨: 유령의 가면           | 1993.12.25 | Warner Bros. Family Entertainment                                                                               |
| 틴 타이탄 고! 투 더 무비      | 2018.7.27  | 빈칸 |
| 워너 브라더스 피처 애니메이션 |            | |
| 스페이스 잼                   | 1996.11.15 | Northern Lights Entertainment Courtside Seats Productions Warner Bros. Family Entertainment                     |
| 매직 스워드                   | 1998.5.15  | Warner Bros. Family Entertainment                                                                               |
| 아이언 자이언트               | 1999.8.6   | Warner Bros. Family Entertainment                                                                               |
| 오스모시스 존스               | 2001.8.10  | Conundrum Entertainment                                                                                         |
| 루니툰: 백 인 액션            | 2003.11.14 | Baltimore Spring Creek Productions Goldmann Pictures Lonely Film Productions GmbH & Co. KG                      |
| 워너 애니메이션 그룹          |            | |
| 레고 무비                     | 2014.2.7   | 빌리지 로드쇼 픽처스 랫팩-듄 엔터테인먼트 Lego System A/S Vertigo Entertainment Lin Pictures                    |
| 아기배달부 스토크             | 2016.9.23  | 랫팩-듄 엔터테인먼트 Stoller Global Solutions                                                                   |
| 레고 배트맨 무비              | 2017.2.10  | DC 엔터테인먼트 랫팩-듄 엔터테인먼트 Lego System A/S Vertigo Entertainment Lord Miller Productions Lin Pictures |
| 레고 닌자고 무비              | 2017.9.22  | 랫팩-듄 엔터테인먼트 Lego System A/S Vertigo Entertainment Lord Miller Productions Lin Pictures                 |
| 스몰풋                        | 2018.9.28  | Zaftig Film |
| 레고 무비 2                   | 2019.2.8   | Lego System A/S Vertigo Entertainment Lin Pictures                                                              |
| 스쿠비!                       | 2020.5.15  | 빈칸 |

## 같이 보기
- 카툰 네트워크 스튜디오
- 워너 애니메이션 그룹
- DC 엔터테인먼트
- 워너 브라더스의 장편 애니메이션 영화 목록